# Nick Kamen
Ivor Neville (Nick) Kamen (Harlow, 15 april 1962 – Londen, 4 mei 2021) was een Brits zanger, liedjesschrijver en fotomodel.
Zijn eerste verschijning was in 1984, toen Ray Petri gebruikmaakte van zijn foto voor de omslag van het tijdschrift The Face. Op de foto staat Kamen met ski-muts, coltrui en Ray-Ban "Aviator" zonnebril. De lippen waren gebleekt met zink en er was een gele pleister op een wenkbrauw. Boven hem in grote vette letters stond het woord "HOT" - ironisch in het midden van een koude winter in Londen.
Kamen werd bekend door zijn optreden in de Levi's-reclame waarin hij zich in een wasserette uitkleedde tot op zijn witte boxershort, om zijn stonewashed spijkerbroek te wassen. De reclamespot won prijzen in diverse landen en droeg bij aan de populariteit en de verkoop van Levi's jeans.
Each Time You Break My Heart leverde Kamen met hulp van Madonna (ze zong ook in het achtergrondkoortje) in 1986 een Top 10-hit op. In 1990 lukte het hem weer de Top 10 te halen, dit keer met het zelfgeschreven I Promised Myself.
Hij schreef in 1989 de soundtrack van de film Honey, I Shrunk the Kids, getiteld "Turn It Up".
Nick Kamen overleed op 4 mei 2021 na een langdurige ziekte.